# Dolichiscus meridionalis
Dolichiscus meridionalis är en kräftdjursart som först beskrevs av Hodgson 1910.  Dolichiscus meridionalis ingår i släktet Dolichiscus och familjen Austrarcturellidae. Inga underarter finns listade i Catalogue of Life.